# ヒーロー/明日へ
「ヒーロー/明日へ」（ヒーロー／あしたへ）は、FUNKY MONKEY BABYSの11枚目のシングル。2009年11月18日発売。両A面シングル。

## 解説
「ヒーロー」は 日本テレビ系『ズームイン!!SUPER』『ズームイン!!サタデー』秋のテーマ（お天気テーマ）、「明日へ」は日本テレビ系「第88回全国高等学校サッカー選手権大会」応援歌と、両曲ともタイアップがついている。ジャケットには『ズームイン!!SUPER』キャスターだったアナウンサーの羽鳥慎一（当時日本テレビ在籍、現在はフリー）とサッカー選手の中山雅史（当時ジュビロ磐田）が起用され、「ヒーロー」のPVには羽鳥、「明日へ」のPVには中山がそれぞれ出演。ジャケットに複数の有名人が起用されるのはこれが初めてとなる。
また通常盤・初回限定盤A・初回限定盤Bの3タイプで発売され、ジャケットもそれぞれ異なる。初回限定盤A,BにはそれぞれのPVが分かれて収録されている。その影響もあって、初動は3.7万枚で、FUNKY MONKEY BABYSのシングルで一番高く、累計も紅白出演で売上を伸ばし3番目に高い。
「ヒーロー」で『第60回NHK紅白歌合戦』に初出場を果たした。その際には、FUNKY MONKEY BABYSの密着取材で同行していた羽鳥が、（紅白サイドからの提案もあり）その曲紹介をしに紅白のステージに立った。
2011年11月16日より、FUNKY MONKEY BABYSの地元である京王八王子駅の1番線において「ヒーロー」をオルゴールアレンジしたものが接近メロディとして使用されている（2番線は「あとひとつ」を使用）。
「ヒーロー」は、ファンモンが家族のために働く「お父さん」に送る応援歌である。

## 収録曲

### 通常盤
ジャケットは羽鳥慎一・中山雅史の両面仕様。
1. ヒーロー
  - 作詞：FUNKY MONKEY BABYS　作曲：FUNKY MONKEY BABYS・田中隼人　編曲：田中隼人
2. 明日へ
  - 作詞：FUNKY MONKEY BABYS・川村結花　作曲：FUNKY MONKEY BABYS・オオバコウスケ　編曲：soundbreakers
3. ヒーロー（instrumental）
4. 明日へ（instrumental）

### 初回限定盤A
ジャケットは羽鳥慎一。
1. ヒーロー
2. 明日へ
3. ヒーロー（instrumental）
4. 明日へ（instrumental）

DVD
- 「ヒーロー」PV

### 初回限定盤B
ジャケットは中山雅史。
1. 明日へ
2. ヒーロー
3. 明日へ（instrumental）
4. ヒーロー（instrumental）
5. 明日へ ブラバン・バージョン（instrumental）
ボーナストラック。

DVD
- 「明日へ」PV

## カバー
- GILLE（2013年のアルバム『I AM GILLE.2』に収録）
- 高槻やよい（仁後真耶子）（2015年のアルバム『THE IDOLM@STER MASTER ARTIST 3 10 高槻やよい』に収録）

## その他
- 大崎雄太朗（元埼玉西武ライオンズ外野手） - 2013年シーズン現在、主催試合での登場曲として『ヒーロー』を使用している。
- 高橋由伸（元読売ジャイアンツ監督） - 現役時代の2010年シーズンのみ主催試合での登場曲として『ヒーロー』を使用している。
- 矢野燿大（現阪神タイガース監督） - 2010年シーズンの入場曲として使用された。9月30日に阪神甲子園球場で行われた引退試合（横浜ベイスターズ戦）では、本人は出場機会が無かったものの、9回表に藤川球児が登板した時に、この曲が流された[4]。
- 七條祐樹（東京ヤクルトスワローズ投手） - 2014年シーズン現在、主催試合での登場曲として『ヒーロー』を使用している